# Lunca (gmina Zamostea)
Lunca – wieś w Rumunii, w okręgu Suczawa, w gminie Zamostea. W 2011 roku liczyła 265 mieszkańców. 